# Cratere Clova
Clova  è un cratere sulla superficie di Marte.